# کارینا پاسیان
کارینا پاسیان (انگلیسی: Karina Pasian؛ زادهٔ ۱۸ ژوئیهٔ ۱۹۹۱) خواننده، ترانه‌سرا و نوازنده پیانو دومینیکی-ارمنی‌تبار اهل ایالات متحده آمریکا است. وی از سال ۲۰۰۳ میلادی تاکنون مشغول فعالیت بوده‌است. آلبوم عشق نخستین نامزد دریافت جایزه گرمی رده بهترین آراندبی معاصر شد.